# Halil Altıntop
Halil Altıntop [haˈlil altɯntɔp] (* 8. Dezember 1982 in Gelsenkirchen) ist ein ehemaliger türkisch-deutscher Fußballspieler und heutiger -trainer. Von März 2023 bis August 2024 war er sportlicher Leiter des FC Bayern Campus. Sein Zwillingsbruder Hamit war ebenfalls Profi-Fußballer.

## Karriere

### Als Spieler
Der Stürmer begann seine Karriere gemeinsam mit seinem Bruder Hamit bei Schwarz-Weiß Gelsenkirchen-Süd. Über den TuS Rotthausen und die SG Wattenscheid 09 wechselte er 2003 zum 1. FC Kaiserslautern, bei dem ihm in der Spielzeit 2005/06 der Durchbruch gelang. In der Torschützenliste belegte er den dritten Platz und erzielte in der Bundesliga 20 Tore, ein Tor im DFB-Pokal und ein Tor für die türkische A-Nationalmannschaft.
2006 wechselte er zum FC Schalke 04, bei dem auch sein Bruder Hamit unter Vertrag stand. Im ersten Punktspiel für seinen neuen Arbeitgeber gegen Eintracht Frankfurt erzielte er einen Treffer, beim Sieg gegen den 1. FSV Mainz 05 gelang ihm ein Doppelpack. In den ersten 18 Spielen der Saison stand Altıntop in der Startelf des FC Schalke 04, begünstigt durch Verletzungen seiner Konkurrenten Gerald Asamoah und Søren Larsen. Altıntop galt als besonders geeignet für das 4-3-3-System, das Trainer Mirko Slomka in jener Saison spielen ließ. Am 19. Spieltag wurde Altıntop von Gustavo Varela verdrängt, der sich am 21. Spieltag erneut verletzte und somit Altıntop ab dem 22. Spieltag wieder in die Startelf verhalf. Nach dem 26. Spieltag sagte Altıntop seine Teilnahme an einem Spiel der türkischen Nationalmannschaft ab, für Schalke stand er dagegen bei jedem Pflichtspiel im Kader. Nach dem letzten Spieltag unterzog er sich einer Leistenoperation. Er hatte den Eingriff wegen der vielen nicht einsatzfähigen Spieler im Schalker Kader hinausgezögert, obwohl ihn die Verletzung behinderte. Im Laufe der Saison erzielte er sechs Tore für Schalke. Altıntop zählte zwischen 2006 und 2009 zur Stammelf der Schalker. Unter Felix Magath, der im Sommer 2009 Trainer in Gelsenkirchen wurde, kam er hingegen in der Hinrunde der Saison 2009/10 nur noch sporadisch zum Einsatz.
Am 28. Januar 2010 wechselte Altıntop zum Ligakonkurrenten Eintracht Frankfurt. Seinen dort zunächst nur bis zum Saisonende befristeten Vertrag verlängerte er im Juni 2010 um zwei Jahre bis zum 30. Juni 2012. Mit der Eintracht stieg er 2011 in die 2. Bundesliga ab. Zur Saison 2011/12 wechselte er zum Erstligisten Trabzonspor in die Türkei. In zwei Spielzeiten für Trabzonspor bestritt er 61 Ligaspiele, in denen er 13 Tore erzielte. Am 28. Juni 2013 löste er seinen Vertrag auf.
Altıntop wechselte im Juli 2013 in sein Heimatland Deutschland zum FC Augsburg und qualifizierte sich mit den bayerischen Schwaben zum Ende der Saison 2014/15 für die UEFA Europa League, es war die erste Teilnahme an einem Europapokalwettbewerb in der Vereinsgeschichte. Am 17. September 2015 erzielte er mit dem 0:1 im Auftaktspiel bei Athletic Bilbao das erste Tor für den FC Augsburg in einem Europapokalwettbewerb. Sein Vertrag lief am 30. Juni 2017 aus. Er war der Spieler mit den meisten Auswechslungen in der Bundesliga (140 Mal), bis Patrick Herrmann am 18. Spieltag der Saison 2019/20 zum 141. Mal ausgewechselt wurde.
Zur Saison 2017/18 wechselte Altıntop ablösefrei nach Tschechien zu Slavia Prag. Im Januar 2018 kehrte Altıntop  in die 2. Bundesliga zum 1. FC Kaiserslautern zurück und unterschrieb einen bis 2019 laufenden Vertrag. In der Sommerpause 2018 beendete er seine Karriere; der Vertrag wurde aufgelöst.

### Als Trainer und Funktionär
Am 6. November 2018 wurde bekannt, dass Altıntop bis Ende des Jahres den Trainerstab von Markus Weinzierl beim VfB Stuttgart unterstützt. Dort war er für „individuelle Maßnahmen“ verantwortlich. Am 20. April 2019 gab der Verein nach einer deutlichen Niederlage gegen den FC Augsburg auf seiner Homepage bekannt, dass Markus Weinzierl mit sofortiger Wirkung von seiner Aufgabe als Cheftrainer entbunden wurde – daneben gehöre u. a. auch der Individualtrainer Halil Altıntop dem Trainerteam nicht mehr an.
Ende September 2019 übernahm er das Amt des Cheftrainers beim Bayernligisten TSV Schwaben Augsburg. Seit Juli 2020 war Altintop unter Alexander Moj Co-Trainer der U16 des FC Bayern München. und darauffolgend Cheftrainer der U17.
Als Nachfolger von Holger Seitz übernahm Altintop von März 2023 bis August 2024 die Leitung des FC Bayern Campus, dem Nachwuchsleistungszentrum des FC Bayern. Seit März 2025 ist er Mitglied des Aufsichtsrates des FC Augsburg.

### In der Nationalmannschaft
Wie sein Bruder spielte er in der türkischen U-21-Nationalmannschaft und schaffte 2005 den Sprung in die A-Nationalelf. Die Teilnahme an einem großen Turnier blieb ihm aber verwehrt. Er wurde zwar in den erweiterten Kader für die Europameisterschaft 2008 in Österreich und der Schweiz nominiert, fand jedoch unter Nationaltrainer Fatih Terim keine Berücksichtigung fürs endgültige Aufgebot. Ab November 2011 wurde er nicht mehr zu Spielen der Nationalmannschaft berufen.

## Statistik
Mit seinem Bundesligaeinsatz vom 14. Spieltag der Saison 2013/14 absolvierte Altıntop seine 250. Bundesligapartie und löste damit Yıldıray Baştürk als den türkischen Fußballspieler mit den meisten Bundesligaeinsätzen ab. Zudem hat er unter allen türkischen Spielern, die bisher in der Bundesliga aktiv waren oder noch sind, die meisten Bundesligatore erzielt.

## Sonstiges
Halil Altıntop ist sowohl türkischer als auch deutscher Staatsbürger.